# Strongylosoma cingalense
Strongylosoma cingalense är en mångfotingart som först beskrevs av Jean-Henri Humbert 1860.  Strongylosoma cingalense ingår i släktet Strongylosoma och familjen orangeridubbelfotingar. Inga underarter finns listade i Catalogue of Life.